# 제비물떼새
제비물떼새는 제비물떼새과의 새이다. 몸 길이는 26cm정도이고, 회갈색의 날개를 가지고 있다.
제비물떼새과에 속하며 학명은 Glareola maldivarum이다. 꼬리와 부리가 제비와 비슷하다. 몸길이 약 25cm로 몸은 갈색이고, 목에는 검은색 테두리가 있는 크림색 반점이 있다. 날개의 아래쪽은 적갈색이다. 민물 주위나 평평하고 탁 트인 불모지에 서식한다. 빠르고 민첩하게 날아다니거나 땅 위를 걸어다니면서 큰 곤충을 잡아먹는다. 수백 마리씩 떼를 지어 생활하는데 집단으로 번식하며 각각의 쌍은 텃세권을 가진다. 암컷은 땅 위에 2-4개의 알을 낳고 암수가 함께 약 18일 동안 알을 품는다. 지중해에서 서남아시아·인도에 이르는 지역에 널리 분포한다.